# Добромирци
Добромирци (болг. Добромирци) — село в Болгарии. Находится в Кырджалийской области, входит в общину Кирково. Население составляет 426 человек (на 15 сентября 2014 года).

## Население
По данным переписи населения 2011 года в селе проживали 359 жителей, из опрошенных жителей 286 указали национальность: 275 — турки; 3 — болгары.
| 1934 | 1946 | 1956 | 1965 | 1975 | 1985 | 1992 | 2001 | 2011 | 2012 | 2013 |
| ---- | ---- | ---- | ---- | ---- | ---- | ---- | ---- | ---- | ---- | ---- |
| 359  | 474  | 561  | 730  | 791  | 907  | 572  | 426  | 359  | 352  | 355  |

## Политическая ситуация
В местном кметстве Добромирци, в состав которого входит Добромирци, должность кмета (старосты) исполняет Метин Зекерие Халил (Движение за права и свободы (ДПС)) по результатам выборов.